# Norbert Želecký z Počenic
Norbert Želecký z Počenic OPraem (1649 Brno – 25. března 1709 Klášter Hradisko) byl opatem premonstrátské kanonie v Hradisku u Olomouce, zvolen byl v roce 1679. Byl známým stavebníkem, realizoval výstavbu raně barokního konventu v Hradisku, ale i mnoho dalších staveb na klášterních panstvích.